# Metanephrops rubellus
Metanephrops rubellus är en kräftdjursart som först beskrevs av Moreira 1903.  Metanephrops rubellus ingår i släktet Metanephrops och familjen humrar. IUCN kategoriserar arten globalt som otillräckligt studerad. Inga underarter finns listade i Catalogue of Life.